# Mactra stultorum
Mactra stultorum, antiguamente también referenciada a veces como Mactra corallina es una especie de molusco bivalvo marino perteneciente a la familia Mactridae. 

var. atlantica Valva derecha
var. atlantica Valva izquierda
var. cinerea Valva derecha
var. cinerea Valva izquierda
var. lignaria Valva derecha
var. lignaria Valva izquierda

## Distribución
Esta especie habita las aguas del Mar Negro, las costas del Mediterráneo, y la costa oeste de Europa, desde el norte de Noruega hasta la península ibérica, y se extiende al sur hasta Senegal.

## Hábitat

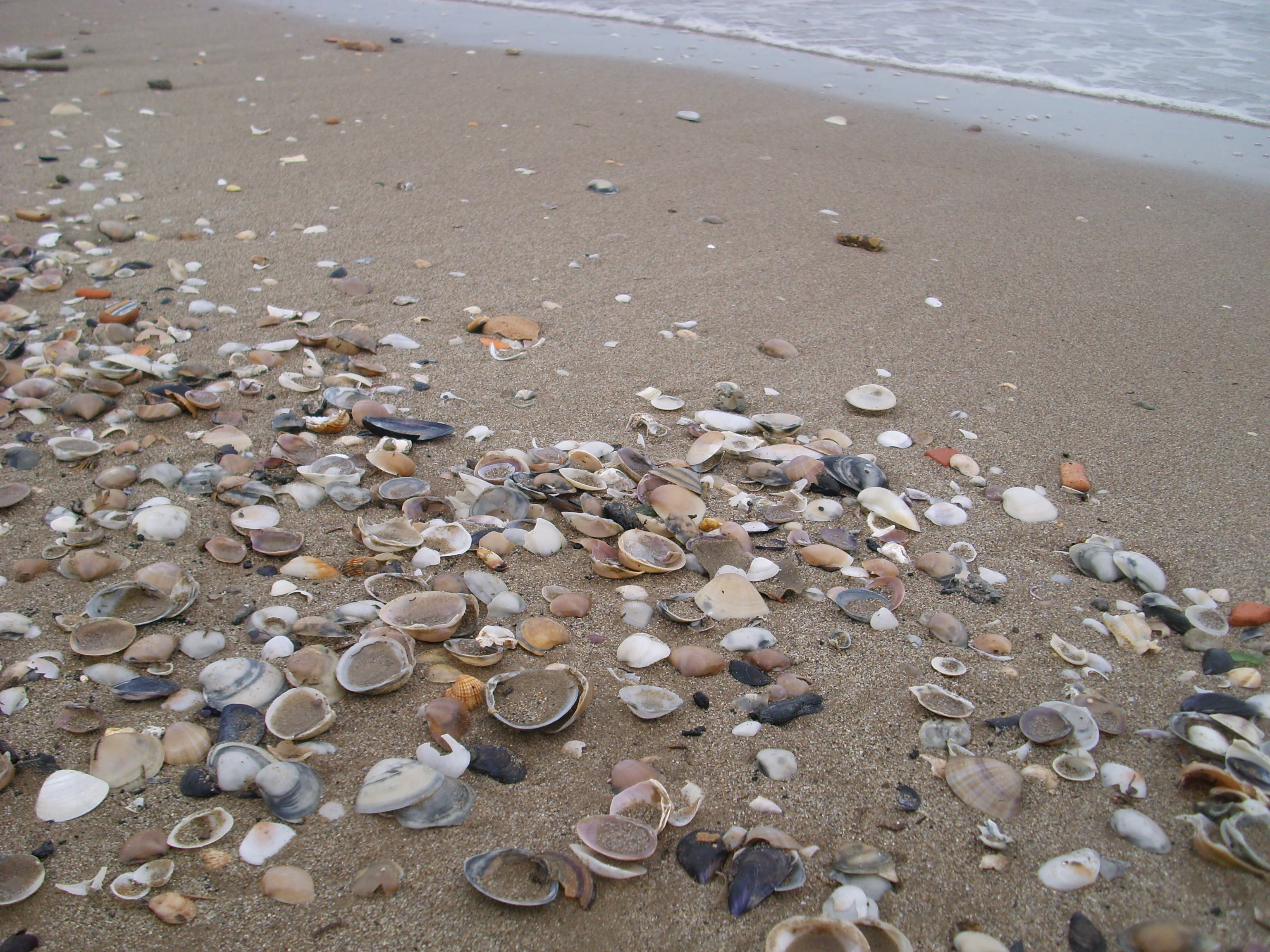
Conchas en una playa de Valencia, España; casi todas son valvas simples, la mayoría de ellas de Mactra corallina

Este bivalvo vive en fondos arenosos a profundidades de entre 5 m y 30 m, aunque la concha se puede encontrar de manera muy frecuente en las playas, adonde es transportada por efecto de las olas.

## Descripción de la concha
Esta especie posee una concha muy fina y delicada, que presenta líneas de crecimiento concéntricas y, en ocasiones, bandas de color dispuestas en forma radial. La concha interior es de color blanco.

## Uso humano
Esta especie se comercializa en ocasiones como comestible.
- Datos: Q3794405
- Multimedia: Mactra stultorum / Q3794405
- Especies: Mactra corallina